# Jean Nicot (bier)
Jean Nicot is een Belgisch bier van hoge gisting.
Het bier wordt sinds 2011 in opdracht gebrouwen in Brouwerij De Graal te Brakel. Het bier werd ontwikkeld door sigarenclub Aroma de Cuba en bevat een mengeling tabaksbladeren van Java, Havana en Brasilia. De naam van het bier verwijst naar Jean Nicot die de Franse koningin Catharina de Medici in 1560 tabak gaf als middel tegen hoofdpijn.
Het is een amberkleurig tripel "tabaksbier" met een alcoholpercentage van 8,5%